# Der Denver-Clan/Episodenliste
Diese Episodenliste enthält alle Episoden der US-amerikanischen Fernsehserie Der Denver-Clan, sortiert nach der US-amerikanischen Erstausstrahlung. Zwischen 1981 und 1989 entstanden in neun Staffeln 218 Episoden mit einer Dauer von je 45 Minuten.

## Übersicht
| Staffel | Episodenanzahl | Erstausstrahlung USA | Erstausstrahlung USA | Deutschsprachige Erstausstrahlung | Deutschsprachige Erstausstrahlung |
| Staffel | Episodenanzahl | Staffelpremiere      | Staffelfinale        | Staffelpremiere                   | Staffelfinale                     |
| ------- | -------------- | -------------------- | -------------------- | --------------------------------- | --------------------------------- |
| 1       | 13             | 12. Januar 1981      | 20. April 1981       | 24. April 1983                    | 20. Juli 1983                     |
| 2       | 22             | 4. November 1981     | 4. Mai 1982          | 27. Juli 1983                     | 28. Dezember 1983                 |
| 3       | 24             | 29. September 1982   | 20. April 1983       | 4. Januar 1984                    | 4. Juli 1984                      |
| 4       | 27             | 28. September 1983   | 9. Mai 1984          | 7. November 1984                  | 22. Mai 1985                      |
| 5       | 29             | 26. September 1984   | 15. Mai 1985         | 11. Dezember 1985                 | 9. Juli 1986                      |
| 6       | 31             | 25. September 1985   | 21. Mai 1986         | 19. Oktober 1986                  | 20. Mai 1987                      |
| 7       | 28             | 24. September 1986   | 6. Mai 1987          | 21. Oktober 1987                  | 18. Mai 1988                      |
| 8       | 22             | 23. September 1987   | 30. März 1988        | 25. Mai 1988                      | 2. November 1988                  |
| 9       | 22             | 3. November 1988     | 11. Mai 1989         | 13. September 1989                | 28. Februar 1990                  |
| Reunion | 4              | 20. Oktober 1991     | 22. Oktober 1991     | 22. Dezember 1991                 | 23. Dezember 1991                 |

## Staffel 1
Die erste Folge (Oil) ist ein Special mit 135 Minuten Länge. Die Storys der ersten Staffel wurden geschrieben von Esther Shapiro und Richard Alan Shapiro. Die Erstausstrahlung der 1. Staffel erfolgte in den USA immer montags, während in Deutschland der Mittwoch der typische Tag für den Denver-Clan war. 
| Nr. (ges.) | Nr. (St.) | Deutscher Titel       | Originaltitel                | Erstausstrahlung USA | Deutschsprachige Erstausstrahlung (D) | Regie                       | Drehbuch                                             |
| ---------- | --------- | --------------------- | ---------------------------- | -------------------- | ------------------------------------- | --------------------------- | ---------------------------------------------------- |
| 1          | 1         | Kopf oder Adler       | Oil                          | 12. Jan. 1981        | 24. Apr. 1983                         | Ralph Senensky              | Esther Shapiro, Richard Alan Shapiro                 |
| 2          | 2         | Der Pakt              | The Honeymoon                | 19. Jan. 1981        | 27. Apr. 1983                         | Robert C. Thompson          | Edward DeBlasio, Chester Krumholz                    |
| 3          | 3         | Krystle kontert       | The Dinner Party             | 26. Jan. 1981        | 4. Mai 1983                           | Don Medford                 | Chester Krumholz                                     |
| 4          | 4         | Las Vegas und zurück  | Fallon's Wedding             | 2. Feb. 1981         | 11. Mai 1983                          | Philip Leacock              | Edward DeBlasio, Norman Katkov, Richard Alan Shapiro |
| 5          | 5         | Der Mittagsspion      | The Chauffeur Tells a Secret | 16. Feb. 1981        | 18. Mai 1983                          | Ralph Senensky              | Edward DeBlasio                                      |
| 6          | 6         | Wölfe und Schafe      | The Bordello                 | 23. Feb. 1981        | 1. Juni 1983                          | Philip Leacock              | Edward DeBlasio                                      |
| 7          | 7         | Bittere Wahrheiten    | Krystle's Lie                | 2. März 1981         | 8. Juni 1983                          | Philip Leacock, Don Medford | Edward DeBlasio                                      |
| 8          | 8         | Es riecht nach Öl     | The Necklace                 | 2. März 1981         | 15. Juni 1983                         | Philip Leacock, Don Medford | Edward DeBlasio                                      |
| 9          | 9         | Harte Schläge         | The Beating                  | 9. März 1981         | 22. Juni 1983                         | Don Medford                 | Edward DeBlasio                                      |
| 10         | 10        | Mein Freund Cecil     | The Birthday Party           | 16. März 1981        | 29. Juni 1983                         | Burt Brinckerhoff           | Edward DeBlasio, Richard Alan Shapiro                |
| 11         | 11        | Kettenreaktion        | The Separation               | 23. März 1981        | 6. Juli 1983                          | Gabrielle Beaumont          | Edward DeBlasio                                      |
| 12         | 12        | Aussage gegen Aussage | Blake Goes to Jail           | 13. Apr. 1981        | 13. Juli 1983                         | Don Medford                 | Edward DeBlasio                                      |
| 13         | 13        | Die letzte Zeugin     | The Testimony                | 20. Apr. 1981        | 20. Juli 1983                         | Don Medford                 | Edward DeBlasio                                      |

## Staffel 2
Die Storys der zweiten Staffel wurden geschrieben von Eileen und Robert Pollock.
| Nr. (ges.) | Nr. (St.) | Deutscher Titel               | Originaltitel             | Erstausstrahlung USA | Deutschsprachige Erstausstrahlung (D) | Regie                           | Drehbuch                         |
| ---------- | --------- | ----------------------------- | ------------------------- | -------------------- | ------------------------------------- | ------------------------------- | -------------------------------- |
| 14         | 1         | Rache ist süß                 | Enter Alexis              | 4. Nov. 1981         | 27. Juli 1983                         | Gabrielle Beaumont              | Edward DeBlasio                  |
| 15         | 2         | Familienzuwachs               | The Verdict               | 11. Nov. 1981        | 3. Aug. 1983                          | Gabrielle Beaumont              | Edward DeBlasio                  |
| 16         | 3         | Dr. Toscanni bittet zur Kasse | Alexis' Secret            | 18. Nov. 1981        | 10. Aug. 1983                         | Richard Kinon                   | Edward DeBlasio                  |
| 17         | 4         | Rosenkrieg                    | Fallon's Father           | 25. Nov. 1981        | 17. Aug. 1983                         | Bob Sweeney                     | Mann Rubin                       |
| 18         | 5         | Start frei für Sammy-Jo       | Reconciliation            | 2. Dez. 1981         | 24. Aug. 1983                         | Jerome Courtland                | Edward DeBlasio                  |
| 19         | 6         | Schüsse aus dem Hinterhalt    | Viva Las Vegas            | 9. Dez. 1981         | 31. Aug. 1983                         | Alf Kjellin                     | Edward DeBlasio                  |
| 20         | 7         | Ein Traum zerbricht           | The Miscarriage           | 16. Dez. 1981        | 7. Sep. 1983                          | Irving J. Moore                 | Edward DeBlasio                  |
| 21         | 8         | Alle Wege führen nach Rom     | The Mid-East Meeting      | 6. Jan. 1982         | 14. Sep. 1983                         | Gabrielle Beaumont              | Elizabeth Wilson, Richard Wilson |
| 22         | 9         | Fotofalle                     | The Psychiatrist          | 13. Jan. 1982        | 21. Sep. 1983                         | Irving J. Moore                 | Shimon Wincelberg                |
| 23         | 10        | Der Tod in den Karten         | Sammy Jo and Steven Marry | 20. Jan. 1982        | 28. Sep. 1983                         | Jerome Courtland                | Edward DeBlasio                  |
| 24         | 11        | Mütter, Väter, Attentäter     | The Car Explosion         | 27. Jan. 1982        | 5. Okt. 1983                          | Irving J. Moore                 | Edward DeBlasio                  |
| 25         | 12        | Stimmen in der Dunkelheit     | Blake's Blindness         | 3. Feb. 1982         | 12. Okt. 1983                         | Jeff Bleckner                   | Loraine Despres                  |
| 26         | 13        | Auge um Auge                  | The Hearing               | 10. Feb. 1982        | 19. Okt. 1983                         | Bob Sweeney                     | Shimon Wincelberg                |
| 27         | 14        | Goldgräbermethoden            | The Iago Syndrome         | 17. Feb. 1982        | 26. Okt. 1983                         | Jerome Courtland, Alf Kjellin   | Shimon Wincelberg                |
| 28         | 15        | Sammy-Jo zu Ehren             | The Party                 | 24. Feb. 1982        | 2. Nov. 1983                          | Gwen Arner                      | Edward DeBlasio                  |
| 29         | 16        | Der Enkel                     | The Baby                  | 3. März 1982         | 9. Nov. 1983                          | Jerome Courtland                | Edward DeBlasio                  |
| 30         | 17        | Der ungeliebte Sohn           | Mother and Son            | 10. März 1982        | 23. Nov. 1983                         | Lawrence Dobkin                 | Edward DeBlasio                  |
| 31         | 18        | Kurzschluss                   | The Gun                   | 24. März 1982        | 30. Nov. 1983                         | Philip Leacock                  | Edward DeBlasio                  |
| 32         | 19        | Der Alptraum                  | The Fragment              | 7. Apr. 1982         | 7. Dez. 1983                          | Edward Ledding, Irving J. Moore | Edward DeBlasio                  |
| 33         | 20        | Schurkenstreiche              | The Shakedown             | 14. Apr. 1982        | 14. Dez. 1983                         | Philip Leacock                  | Daniel Benton                    |
| 34         | 21        | Steven geht seinen Weg        | The Two Princes           | 28. Apr. 1982        | 21. Dez. 1983                         | Irving J. Moore                 | Edward DeBlasio                  |
| 35         | 22        | Der Tag vor der Hochzeit      | The Cliff                 | 4. Mai 1982          | 28. Dez. 1983                         | Jerome Courtland                | Edward DeBlasio                  |

## Staffel 3
Die Storys der dritten Staffel wurden geschrieben von Eileen Pollock und Robert Pollock.
| Nr. (ges.) | Nr. (St.) | Deutscher Titel                    | Originaltitel        | Erstausstrahlung USA | Deutschsprachige Erstausstrahlung (D) | Regie            | Drehbuch        |
| ---------- | --------- | ---------------------------------- | -------------------- | -------------------- | ------------------------------------- | ---------------- | --------------- |
| 36         | 1         | Die Entführung                     | The Plea             | 29. Sep. 1982        | 4. Jan. 1984                          | Irving J. Moore  | Edward DeBlasio |
| 37         | 2         | Flucht ohne Ausweg                 | The Roof             | 6. Okt. 1982         | 11. Jan. 1984                         | Gwen Arner       | Edward DeBlasio |
| 38         | 3         | Das Hochzeitsgeschenk              | The Wedding          | 20. Okt. 1982        | 18. Jan. 1984                         | Irving J. Moore  | Jeffrey Lane    |
| 39         | 4         | Colbys Testament                   | The Will             | 27. Okt. 1982        | 25. Jan. 1984                         | Gwen Arner       | Katherine Coker |
| 40         | 5         | Die Heimkehr des verlorenen Sohnes | The Siblings         | 3. Nov. 1982         | 1. Feb. 1984                          | Irving J. Moore  | Daniel Benton   |
| 41         | 6         | Die 100-Dollar-Scheidung           | Mark                 | 10. Nov. 1982        | 8. Feb. 1984                          | Philip Leacock   | Edward DeBlasio |
| 42         | 7         | Josephs schöne Tochter             | Kirby                | 17. Nov. 1982        | 22. Feb. 1984                         | Irving J. Moore  | Edward DeBlasio |
| 43         | 8         | Die goldenen Zwanziger             | La Mirage            | 1. Dez. 1982         | 29. Feb. 1984                         | Irving J. Moore  | Stephen Black   |
| 44         | 9         | Spuren in Acapulco                 | Acapulco             | 1. Dez. 1982         | 7. März 1984                          | Philip Leacock   | Leah Markus     |
| 45         | 10        | Das Medaillon                      | The Locket           | 8. Dez. 1982         | 14. März 1984                         | Jerome Courtland | Dick Nelson     |
| 46         | 11        | Sorgen um Steven                   | The Search           | 15. Dez. 1982        | 21. März 1984                         | Alf Kjellin      | Edward DeBlasio |
| 47         | 12        | Forderungen                        | Samantha             | 29. Dez. 1982        | 28. März 1984                         | Bob Sweeney      | Edward DeBlasio |
| 48         | 13        | Stevens Sohn                       | Danny                | 5. Jan. 1983         | 4. Apr. 1984                          | Alf Kjellin      | Dick Nelson     |
| 49         | 14        | Dem Wahnsinn nahe                  | Madness              | 12. Jan. 1983        | 11. Apr. 1984                         | Irving J. Moore  | Stephen Kandel  |
| 50         | 15        | Flucht nach Haiti                  | Two Flights to Haiti | 26. Jan. 1983        | 18. Apr. 1984                         | Jerome Courtland | Edward DeBlasio |
| 51         | 16        | Das zweite Gesicht                 | The Mirror           | 4. Feb. 1983         | 25. Apr. 1984                         | Philip Leacock   | Edward DeBlasio |
| 52         | 17        | Das Gift der Kobra                 | Battle Lines         | 16. Feb. 1983        | 2. Mai 1984                           | Jerome Courtland | Dick Nelson     |
| 53         | 18        | Sieben Tage Frist                  | Reunion in Singapore | 25. Feb. 1983        | 16. Mai 1984                          | Gwen Arner       | Edward DeBlasio |
| 54         | 19        | Familienglück                      | Fathers and Sons     | 3. März 1983         | 23. Mai 1984                          | Jerome Courtland | Edward DeBlasio |
| 55         | 20        | Seitenwechsel                      | The Downstairs Bride | 9. März 1983         | 30. Mai 1984                          | Philip Leacock   | Dick Nelson     |
| 56         | 21        | Jede Stimme zählt                  | The Vote             | 16. März 1983        | 6. Juni 1984                          | Glynn Turman     | Edward DeBlasio |
| 57         | 22        | Scherbengericht                    | The Dinner           | 30. März 1983        | 13. Juni 1984                         | Philip Leacock   | Edward DeBlasio |
| 58         | 23        | Der Zweikampf                      | The Threat           | 13. Apr. 1983        | 27. Juni 1984                         | Bob Sweeney      | Edward DeBlasio |
| 59         | 24        | Feuerteufel                        | The Cabin            | 20. Apr. 1983        | 4. Juli 1984                          | Irving J. Moore  | Edward DeBlasio |

## Staffel 4
Die Storys der dritten Staffel wurden geschrieben von Eileen Pollock und Robert Pollock.
| 60 | 1  | Nach dem Inferno              | Arrest               | 28. Sep. 1983 | 7. Nov. 1984  | Irving J. Moore      | Eileen & Robert Mason Pollock, Edward De Blasio | 27,20 |
| 61 | 2  | Wunderland                    | Bungalow             | 5. Okt. 1983  | 7. Nov. 1984  | Alf Kjellin          |                                                 |       |
| 62 | 3  | Das Bekenntnis                | Note                 | 19. Okt. 1983 | 14. Nov. 1984 | Jerome Courtland     |                                                 |       |
| 63 | 4  | Machtprobe                    | The Hearing - Part 1 | 26. Okt. 1983 | 28. Nov. 1984 | Robert Scheerer      |                                                 |       |
| 64 | 5  | Mit harten Bandagen           | The Hearing - Part 2 | 2. Nov. 1983  | 5. Dez. 1984  | Irving J. Moore      |                                                 |       |
| 65 | 6  | Spuren in Billings            | Tender Comrades      | 9. Nov. 1983  | 12. Dez. 1984 | Philip Leacock       |                                                 |       |
| 66 | 7  | Tracy                         | Tracy                | 16. Nov. 1983 | 19. Dez. 1984 | Curtis Harrington    |                                                 |       |
| 67 | 8  | Dex Dexter                    | Dex                  | 23. Nov. 1983 | 2. Jan. 1985  | Lorraine Senna       |                                                 |       |
| 68 | 9  | Peter de Vilbis               | Peter De Vilbis      | 30. Nov. 1983 | 9. Jan. 1985  | Jerome Courtland     |                                                 |       |
| 69 | 10 | Die eiskalte Lady             | The Proposal         | 7. Dez. 1983  | 16. Jan. 1985 | Curtis Harrington    |                                                 |       |
| 70 | 11 | Das Ereignis der Saison       | Carousel             | 21. Dez. 1983 | 23. Jan. 1985 | Philip Leacock       |                                                 |       |
| 71 | 12 | Das zweite Ja                 | Wedding              | 28. Dez. 1983 | 30. Jan. 1985 | Irving J. Moore      |                                                 |       |
| 72 | 13 | Gewagte Manöver               | The Ring             | 4. Jan. 1984  | 6. Feb. 1985  | Curtis Harrington    |                                                 |       |
| 73 | 14 | Der geheimnisvolle Fremde     | Lancelot             | 11. Jan. 1984 | 13. Feb. 1985 | Irving J. Moore      |                                                 |       |
| 74 | 15 | Ein Pferd verschwindet        | Seizure              | 18. Jan. 1984 | 20. Feb. 1985 | Georg Stanford Brown |                                                 |       |
| 75 | 16 | Adams Geständnis              | A Little Girl        | 1. Feb. 1984  | 27. Feb. 1985 | Irving J. Moore      |                                                 |       |
| 76 | 17 | Ein Playboy wird entlarvt     | The Accident         | 22. Feb. 1984 | 6. März 1985  | Jerome Courtland     |                                                 |       |
| 77 | 18 | Der Kandidat                  | The Vigil            | 29. Feb. 1984 | 13. März 1985 | Philip Leacock       |                                                 |       |
| 78 | 19 | Kirbys Mutter                 | Steps                | 7. März 1984  | 20. März 1985 | Irving J. Moore      |                                                 |       |
| 79 | 20 | Stimme aus der Vergangenheit  | The Voice - Part 1   | 14. März 1984 | 27. März 1985 | Georg Stanford Brown |                                                 |       |
| 80 | 21 | Tracy’s Trick                 | The Voice - Part 2   | 21. März 1984 | 3. Apr. 1985  | Jerome Courtland     |                                                 |       |
| 81 | 22 | Das Geschäft des Jahrhunderts | The Voice - Part 3   | 28. März 1984 | 10. Apr. 1985 | Irving J. Moore      |                                                 |       |
| 82 | 23 | Chinesisches Roulette         | Birthday             | 4. Apr. 1984  | 17. Apr. 1985 | Kim Friedman         |                                                 |       |
| 83 | 24 | Ein langgehegter Plan         | The Check            | 11. Apr. 1984 | 24. Apr. 1985 | Jerome Courtland     |                                                 |       |
| 84 | 25 | Alles oder Nichts             | The Engagement       | 18. Apr. 1984 | 1. Mai 1985   | Irving J. Moore      |                                                 |       |
| 85 | 26 | Die schöne Unbekannte         | New Lady In Town     | 2. Mai 1984   | 15. Mai 1985  | Jerome Courtland     |                                                 |       |
| 86 | 27 | Die Masken fallen             | The Nightmare        | 9. Mai 1984   | 22. Mai 1985  | Irving J. Moore      |                                                 |       |

## Staffel 5
| Nr. (ges.) | Nr. (St.) | Deutscher Titel                | Originaltitel           | Erstausstrahlung USA | Deutschsprachige Erstausstrahlung (D) | Regie             |
| ---------- | --------- | ------------------------------ | ----------------------- | -------------------- | ------------------------------------- | ----------------- |
| 87         | 1         | Lebt Fallon?                   | Disappearance           | 26. Sep. 1984        | 11. Dez. 1985                         | Irving J. Moore   |
| 88         | 2         | Letzte Reserven                | The Mortgage            | 10. Okt. 1984        | 18. Dez. 1985                         | Jerome Courtland  |
| 89         | 3         | Unser Freund in Caracas        | Fallon                  | 17. Okt. 1984        | 8. Jan. 1986                          | Gwen Arner        |
| 90         | 4         | Adam greift ein                | The Rescue              | 24. Okt. 1984        | 15. Jan. 1986                         | Irving J. Moore   |
| 91         | 5         | Alexis vor Gericht             | The Trial               | 31. Okt. 1984        | 22. Jan. 1986                         | Gwen Arner        |
| 92         | 6         | Stevens Aussage                | The Verdict             | 7. Nov. 1984         | 29. Jan. 1986                         | Jerome Courtland  |
| 93         | 7         | Amanda                         | Amanda                  | 14. Nov. 1984        | 5. Feb. 1986                          | Irving J. Moore   |
| 94         | 8         | Wer ist mein Vater?            | The Secret              | 21. Nov. 1984        | 12. Feb. 1986                         | Jerome Courtland  |
| 95         | 9         | Tod in Istanbul                | Domestic Intrigue       | 28. Nov. 1984        | 19. Feb. 1986                         | Irving J. Moore   |
| 96         | 10        | Krystina                       | Krystina                | 5. Dez. 1984         | 26. Feb. 1986                         | Jerome Courtland  |
| 97         | 11        | Verbotene Liebe                | Swept Away              | 12. Dez. 1984        | 5. März 1986                          | Irving J. Moore   |
| 98         | 12        | Überraschende Geschenke        | That Holiday Spirit     | 19. Dez. 1984        | 12. März 1986                         | Curtis Harrington |
| 99         | 13        | Die Wahrheit über Daniel Reece | The Avenger             | 2. Jan. 1985         | 19. März 1986                         | Irving J. Moore   |
| 100        | 14        | Tom Carringtons Testament      | The Will                | 9. Jan. 1985         | 26. März 1986                         | Nancy Malone      |
| 101        | 15        | Die Statue                     | The Treasure            | 16. Jan. 1985        | 2. Apr. 1986                          | Curtis Harrington |
| 102        | 16        | Eine Lady mit Beziehungen      | Foreign Relations       | 23. Jan. 1985        | 9. Apr. 1986                          | Kim Friedman      |
| 103        | 17        | Dreiecksgeschichten            | Triangles               | 30. Jan. 1985        | 16. Apr. 1986                         | Irving J. Moore   |
| 104        | 18        | Der Märchenprinz               | The Ball                | 6. Feb. 1985         | 23. Apr. 1986                         | Jerome Courtland  |
| 105        | 19        | Kompromittierende Fotos        | Circumstantial Evidence | 13. Feb. 1985        | 30. Apr. 1986                         | Curtis Harrington |
| 106        | 20        | Wenn Damen fechten             | The Collapse            | 20. Feb. 1985        | 7. Mai 1986                           | John Patterson    |
| 107        | 21        | Am seidenen Faden              | Life And Death          | 27. Feb. 1985        | 14. Mai 1986                          | Irving J. Moore   |
| 108        | 22        | Heiratsgeschäfte               | Parental Consent        | 6. März 1985         | 21. Mai 1986                          | Kim Friedman      |
| 109        | 23        | Familiengeheimnisse            | Photo Finish            | 13. März 1985        | 28. Mai 1986                          | Robert Scheerer   |
| 110        | 24        | Flugfehler                     | The Crash               | 20. März 1985        | 4. Juni 1986                          | Irving J. Moore   |
| 111        | 25        | Späte Versöhnung               | Reconciliation          | 27. März 1985        | 11. Juni 1986                         | Nancy Malone      |
| 112        | 26        | Vater einer Tochter            | Sammy Jo                | 3. Apr. 1985         | 18. Juni 1986                         | Irving J. Moore   |
| 113        | 27        | Die Braut wird entführt        | Kidnapped               | 10. Apr. 1985        | 25. Juni 1986                         | Jerome Courtland  |
| 114        | 28        | Die Erbin                      | The Heiress             | 8. Mai 1985          | 2. Juli 1986                          | Irving J. Moore   |
| 115        | 29        | Königliche Hochzeit            | Royal Wedding           | 15. Mai 1985         | 9. Juli 1986                          | Jerome Courtland  |

## Staffel 6
| Nr. (ges.) | Nr. (St.) | Deutscher Titel             | Originaltitel       | Erstausstrahlung USA | Deutschsprachige Erstausstrahlung (D) | Regie            |
| ---------- | --------- | --------------------------- | ------------------- | -------------------- | ------------------------------------- | ---------------- |
| 116        | 1         | Nach der Katastrophe        | The Aftermath       | 25. Sep. 1985        | 19. Okt. 1986                         | Robert Scheerer  |
| 117        | 2         | Rückkehr nach Denver        | The Homecoming      | 2. Okt. 1985         | 19. Okt. 1986                         | Gwen Arner       |
| 118        | 3         | Die Colbys                  | The Californians    | 9. Okt. 1985         | 22. Okt. 1986                         | Gwen Arner       |
| 119        | 4         | Das Geschenk                | The Man             | 16. Okt. 1985        | 29. Okt. 1986                         | Don Medford      |
| 120        | 5         | Ein glückliches Paar        | The Gown            | 30. Okt. 1985        | 5. Nov. 1986                          | Robert Scheerer  |
| 121        | 6         | Rollentausch                | The Titans - Part 1 | 13. Nov. 1985        | 12. Nov. 1986                         | Irving J. Moore  |
| 122        | 7         | Das Fest der Titanen        | The Titans - Part 2 | 13. Nov. 1985        | 26. Nov. 1986                         | Irving J. Moore  |
| 123        | 8         | Freiheit für den König      | The Decision        | 20. Nov. 1985        | 3. Dez. 1986                          | Gwen Arner       |
| 124        | 9         | Claudias Erbe               | The Proposal        | 27. Nov. 1985        | 10. Dez. 1986                         | Robert Scheerer  |
| 125        | 10        | Um Haaresbreite             | The Close Call      | 4. Dez. 1985         | 17. Dez. 1986                         | Irving J. Moore  |
| 126        | 11        | Verstimmungen               | The Quarrels        | 11. Dez. 1985        | 7. Jan. 1987                          | Kim Friedman     |
| 127        | 12        | Treffen im Zwielicht        | The Roadhouse       | 18. Dez. 1985        | 14. Jan. 1987                         | Jerome Courtland |
| 128        | 13        | Entscheidungen              | The Solution        | 25. Dez. 1985        | 21. Jan. 1987                         | Irving J. Moore  |
| 129        | 14        | Anruf aus Caracas           | Suspicions          | 8. Jan. 1986         | 28. Jan. 1987                         | Nancy Malone     |
| 130        | 15        | Zu allem entschlossen       | The Alarm           | 15. Jan. 1986        | 4. Feb. 1987                          | Kim Friedman     |
| 131        | 16        | Stirbt Blake?               | The Vigil           | 22. Jan. 1986        | 11. Feb. 1987                         | Irving J. Moore  |
| 132        | 17        | Ein verhängnisvoller Irrtum | The Accident        | 29. Jan. 1986        | 18. Feb. 1987                         | Kim Friedman     |
| 133        | 18        | Erinnerungen                | Souvenirs           | 5. Feb. 1986         | 25. Feb. 1987                         | Robert Scheerer  |
| 134        | 19        | Die Scheidung               | The Divorce         | 12. Feb. 1986        | 4. März 1987                          | Irving J. Moore  |
| 135        | 20        | Der Traum vom neuen Glück   | The Dismissal       | 19. Feb. 1986        | 11. März 1987                         | Irving J. Moore  |
| 136        | 21        | Ben                         | Ben                 | 26. Feb. 1986        | 18. März 1987                         | Kim Friedman     |
| 137        | 22        | Der Maskenball              | Masquerade          | 5. März 1986         | 25. März 1987                         | Jerome Courtland |
| 138        | 23        | Vorladungen                 | The Subpoenas       | 12. März 1986        | 1. Apr. 1987                          | Irving J. Moore  |
| 139        | 24        | Der Streit um das Erbe      | The Trial - Part 1  | 19. März 1986        | 8. Apr. 1987                          | Michel Hugo      |
| 140        | 25        | Die große Lüge ihres Lebens | The Trial - Part 2  | 26. März 1986        | 15. Apr. 1987                         | Don Medford      |
| 141        | 26        | Der Kampf beginnt           | The Vote            | 2. Apr. 1986         | 24. Apr. 1987                         | Irving J. Moore  |
| 142        | 27        | Die Fallenstellerin         | The Warning         | 9. Apr. 1986         | 29. Apr. 1987                         | Don Medford      |
| 143        | 28        | Der stumme Schrei           | The Cry             | 16. Apr. 1986        | 6. Mai 1987                           | Irving J. Moore  |
| 144        | 29        | Zum Schweigen gebracht      | The Rescue          | 30. Apr. 1986        | 13. Mai 1987                          | Nancy Malone     |
| 145        | 30        | Eine Quelle versiegt        | The Triple-Cross    | 14. Mai 1986         | 20. Mai 1987                          | Don Medford      |
| 146        | 31        | Der letzte Schritt          | The Vendetta        | 21. Mai 1986         | 20. Mai 1987                          | Irving J. Moore  |

## Staffel 7
| Nr. (ges.) | Nr. (St.) | Deutscher Titel               | Originaltitel              | Erstausstrahlung USA | Deutschsprachige Erstausstrahlung (D) | Regie                |
| ---------- | --------- | ----------------------------- | -------------------------- | -------------------- | ------------------------------------- | -------------------- |
| 147        | 1         | Feuer und Rauch               | The Victory                | 24. Sep. 1986        | 21. Okt. 1987                         | Don Medford          |
| 148        | 2         | Mordanschlag                  | Sideswiped                 | 1. Okt. 1986         | 28. Okt. 1987                         | Gwen Arner           |
| 149        | 3         | Ein Verlierer gibt nicht auf  | Focus                      | 15. Okt. 1986        | 4. Nov. 1987                          | Don Medford          |
| 150        | 4         | Neue Pläne                    | Reward                     | 22. Okt. 1986        | 11. Nov. 1987                         | Irving J. Moore      |
| 151        | 5         | Angeklagt wegen Brandstiftung | The Arrangement            | 5. Nov. 1986         | 25. Nov. 1987                         | Georg Stanford Brown |
| 152        | 6         | Die Romanze                   | Romance                    | 12. Nov. 1986        | 2. Dez. 1987                          | Nancy Malone         |
| 153        | 7         | Freiheit für Caress           | The Mission                | 19. Nov. 1986        | 9. Dez. 1987                          | Don Medford          |
| 154        | 8         | Das Blatt wendet sich         | The Choice                 | 27. Nov. 1986        | 16. Dez. 1987                         | Irving J. Moore      |
| 155        | 9         | Das Geständnis                | The Secret                 | 3. Dez. 1986         | 23. Dez. 1987                         | Don Medford          |
| 156        | 10        | Emilys letzter Wunsch         | The Letter                 | 10. Dez. 1986        | 30. Dez. 1987                         | Georg Stanford Brown |
| 157        | 11        | Die Niederlage                | The Ball                   | 17. Dez. 1986        | 6. Jan. 1988                          | Nancy Malone         |
| 158        | 12        | Drohungen                     | Fear                       | 31. Dez. 1986        | 13. Jan. 1988                         | Michel Hugo          |
| 159        | 13        | Die Explosion                 | The Rig                    | 7. Jan. 1987         | 20. Jan. 1988                         | Irving J. Moore      |
| 160        | 14        | Zwanzig Jahre früher          | A Love Remembered - Part 1 | 14. Jan. 1987        | 27. Jan. 1988                         | Robert Scheerer      |
| 161        | 15        | Eine alte Liebe               | A Love Remembered - Part 2 | 21. Jan. 1987        | 3. Feb. 1988                          | Irving J. Moore      |
| 162        | 16        | Das Portrait                  | The Portrait               | 28. Jan. 1987        | 10. Feb. 1988                         | Nancy Malone         |
| 163        | 17        | Krystinas Geburtstag          | The Birthday               | 4. Feb. 1987         | 17. Feb. 1988                         | Robert Scheerer      |
| 164        | 18        | Die Diagnose                  | The Test                   | 11. Feb. 1987        | 2. März 1988                          | Nancy Malone         |
| 165        | 19        | Herzspender gesucht           | The Mothers                | 25. Feb. 1987        | 9. März 1988                          | Irving J. Moore      |
| 166        | 20        | Die Operation                 | The Surgery                | 4. März 1987         | 23. März 1988                         | Gwen Arner           |
| 167        | 21        | Depressionen                  | The Garage                 | 11. März 1987        | 30. März 1988                         | Don Medford          |
| 168        | 22        | Die Verlobungsparty           | The Shower                 | 18. März 1987        | 6. Apr. 1988                          | Irving J. Moore      |
| 169        | 23        | Das schöne Kleid              | The Dress                  | 25. März 1987        | 13. Apr. 1988                         | Gwen Arner           |
| 170        | 24        | Stevens Entscheidung          | Valez                      | 1. Apr. 1987         | 20. Apr. 1988                         | Nancy Malone         |
| 171        | 25        | Wo ist Krystina?              | The Sublet                 | 8. Apr. 1987         | 27. Apr. 1988                         | Don Medford          |
| 172        | 26        | Adams Geständnis              | The Confession             | 22. Apr. 1987        | 4. Mai 1988                           | Irving J. Moore      |
| 173        | 27        | Folgen einer Affäre           | The Affair                 | 29. Apr. 1987        | 11. Mai 1988                          | Don Medford          |
| 174        | 28        | Der Hochzeitstag              | Shadow Play                | 6. Mai 1987          | 18. Mai 1988                          | Irving J. Moore      |

## Staffel 8
| Nr. (ges.) | Nr. (St.) | Deutscher Titel               | Originaltitel         | Erstausstrahlung USA | Deutschsprachige Erstausstrahlung (D) | Regie           | Drehbuch                         |
| ---------- | --------- | ----------------------------- | --------------------- | -------------------- | ------------------------------------- | --------------- | -------------------------------- |
| 175        | 1         | Krystle gehört mir            | The Siege: Part 1     | 23. Sep. 1987        | 25. Mai 1988                          | Don Medford     | Edward DeBlasio                  |
| 176        | 2         | Das leere Haus                | The Siege: Part 2     | 30. Sep. 1987        | 1. Juni 1988                          | Don Medford     | Edward DeBlasio                  |
| 177        | 3         | Ich werde überleben           | The Aftermath         | 7. Okt. 1987         | 8. Juni 1988                          | Irving J. Moore | Frank Furino                     |
| 178        | 4         | Blake kandidiert              | The Announcement      | 14. Okt. 1987        | 15. Juni 1988                         | Don Medford     | Frank Furino                     |
| 179        | 5         | Traurige Gewissheit           | The Surrogate: Part 1 | 28. Okt. 1987        | 29. Juni 1988                         | Nancy Malone    | James H. Brown, Barbara Esensten |
| 180        | 6         | Die Prüfung                   | The Surrogate: Part 2 | 4. Nov. 1987         | 6. Juli 1988                          | Nancy Malone    | James H. Brown, Barbara Esensten |
| 181        | 7         | Die Vorwahlen                 | The Primary           | 18. Nov. 1987        | 13. Juli 1988                         | Irving J. Moore | Edward DeBlasio, Jeff Ryder      |
| 182        | 8         | Blake muss sich entscheiden   | The Testing           | 25. Nov. 1987        | 20. Juli 1988                         | Don Medford     | Edward DeBlasio, Jeff Ryder      |
| 183        | 9         | Schmutzige Tricks             | The Setup             | 2. Dez. 1987         | 27. Juli 1988                         | Harry Falk      | James H. Brown, Barbara Esensten |
| 184        | 10        | Alexis trumpft auf            | The Fair              | 9. Dez. 1987         | 3. Aug. 1988                          | Don Medford     | James H. Brown, Barbara Esensten |
| 185        | 11        | Die neuen Herrscher           | The New Moguls        | 23. Dez. 1987        | 10. Aug. 1988                         | Irving J. Moore | Frank Furino, Jeff Ryder         |
| 186        | 12        | Der Test                      | The Spoiler           | 30. Dez. 1987        | 17. Aug. 1988                         | Nancy Malone    | Frank Furino, Jeff Ryder         |
| 187        | 13        | Das Interview                 | The Interview         | 6. Jan. 1988         | 24. Aug. 1988                         | Don Medford     | Edward DeBlasio, Jeff Ryder      |
| 188        | 14        | Krystle wehrt sich            | Images                | 13. Jan. 1988        | 31. Aug. 1988                         | Harry Falk      | Edward DeBlasio, Jeff Ryder      |
| 189        | 15        | Ein Schuss aus dem Hinterhalt | The Rifle             | 20. Jan. 1988        | 7. Sep. 1988                          | Don Medford     | Frank Furino, Jeff Ryder         |
| 190        | 16        | Das Armband                   | The Bracelet          | 27. Jan. 1988        | 14. Sep. 1988                         | Irving J. Moore | Frank Furino, Jeff Ryder         |
| 191        | 17        | Die Warnung                   | The Warning           | 3. Feb. 1988         | 28. Sep. 1988                         | Don Medford     | James H. Brown, Barbara Esensten |
| 192        | 18        | Adams Sohn                    | Adam's Son            | 10. Feb. 1988        | 5. Okt. 1988                          | Nancy Malone    | Edward DeBlasio, Jeff Ryder      |
| 193        | 19        | Ein teuflischer Plan          | The Scandal           | 2. März 1988         | 12. Okt. 1988                         | Irving J. Moore | Frank Furino, Jeff Ryder         |
| 194        | 20        | Zwei wollen ihr Recht         | The Trial             | 9. März 1988         | 19. Okt. 1988                         | Ray Danton      | James H. Brown, Barbara Esensten |
| 195        | 21        | Sammy Jo und Jeff             | The Proposal          | 16. März 1988        | 26. Okt. 1988                         | Don Medford     | Frank Furino, Jeff Ryder         |
| 196        | 22        | Colorado Roulette             | Colorado Roulette     | 30. März 1988        | 2. Nov. 1988                          | Irving J. Moore | Edward DeBlasio, Jeff Ryder      |

## Staffel 9
| Nr. (ges.) | Nr. (St.) | Deutscher Titel               | Originaltitel               | Erstausstrahlung USA | Deutschsprachige Erstausstrahlung (D) | Regie           | Drehbuch                                        |
| ---------- | --------- | ----------------------------- | --------------------------- | -------------------- | ------------------------------------- | --------------- | ----------------------------------------------- |
| 197        | 1         | Wo ist Krystle?               | Broken Krystle              | 2. Nov. 1988         | 13. Sep. 1989                         | Irving J. Moore | James H. Brown, Barbara Esensten, David Paulsen |
| 198        | 2         | Jeff zwischen zwei Feuern     | A Touch of Sable            | 10. Nov. 1988        | 20. Sep. 1989                         | Irving J. Moore | Ron Renauld, David Paulsen                      |
| 199        | 3         | Krystle kehrt zurück          | She's Back                  | 30. Nov. 1988        | 27. Sep. 1989                         | Nancy Malone    | James H. Brown, Barbara Esensten, David Paulsen |
| 200        | 4         | Der Tote vom See              | Body Trouble                | 7. Dez. 1988         | 4. Okt. 1989                          | Dwight Adair    | Tita Bell, Robert Wolfe, David Paulsen          |
| 201        | 5         | Hart am Abgrund               | Alexis in Blunderland       | 14. Dez. 1988        | 11. Okt. 1989                         | Nancy Malone    | Ron Renauld, David Paulsen                      |
| 202        | 6         | Das alte Foto                 | Every Picture Tells a Story | 21. Dez. 1988        | 18. Okt. 1989                         | Bruce Bilson    | James H. Brown, Barbara Esensten, David Paulsen |
| 203        | 7         | Krystle hat Pläne             | The Last Hurrah             | 4. Jan. 1989         | 25. Okt. 1989                         | Dwight Adair    | Tita Bell, Robert Wolfe, David Paulsen          |
| 204        | 8         | Ein Versprechen wird erneuert | The Wedding                 | 11. Jan. 1989        | 8. Nov. 1989                          | Jerry Jameson   | Tita Bell, Robert Wolfe, David Paulsen          |
| 205        | 9         | Dex und die Vergangenheit     | Ginger Snaps                | 25. Jan. 1989        | 29. Nov. 1989                         | Kate Tilley     | David Paulsen, Clyde Ware                       |
| 206        | 10        | Unerbetene Besuche            | Delta Woe                   | 1. Feb. 1989         | 6. Dez. 1989                          | Dwight Adair    | David Paulsen, Don Heckman                      |
| 207        | 11        | Tankerkrieg                   | Tankers, Cadavers to Chance | 8. Feb. 1989         | 13. Dez. 1989                         | Kate Tilley     | David Paulsen, Roberto Loiederman               |
| 208        | 12        | Der Auftrag                   | All Hands on Dex            | 15. Feb. 1989        | 20. Dez. 1989                         | Dwight Adair    | David Paulsen, Don Heckman                      |
| 209        | 13        | Enthüllte Pläne               | Virginia Reels              | 22. Feb. 1989        | 27. Dez. 1989                         | Bruce Bilson    | James H. Brown, Barbara Esensten, David Paulsen |
| 210        | 14        | Begehrlichkeiten              | House of the Falling Son    | 1. März 1989         | 3. Jan. 1990                          | Alan Myerson    | Ron Renauld, David Paulsen                      |
| 211        | 15        | Fast wie ein Sohn             | The Son Also Rises          | 15. März 1989        | 10. Jan. 1990                         | Ron Satlof      | David Paulsen, Roberto Loiederman               |
| 212        | 16        | Wer tötete Roger Grimes?      | Grimes and Punishment       | 22. März 1989        | 17. Jan. 1990                         | Nancy Malone    | Tita Bell, Robert Wolfe, David Paulsen          |
| 213        | 17        | Die Sünden der Väter          | Sins of the Father          | 29. März 1989        | 24. Jan. 1990                         | Bruce Bilson    | James H. Brown, Barbara Esensten, David Paulsen |
| 214        | 18        | Schnüffeleien                 | Tale of the Tape            | 5. Apr. 1989         | 31. Jan. 1990                         | Dwight Adair    | David Paulsen, Roberto Loiederman               |
| 215        | 19        | Der verschwundene Schatz      | No Bones About It           | 12. Apr. 1989        | 7. Feb. 1990                          | Michael Lange   | Tita Bell, Robert Wolfe, David Paulsen          |
| 216        | 20        | Das Foto auf der Titelseite   | Here Comes the Son          | 26. Apr. 1989        | 14. Feb. 1990                         | Jerry Jameson   | James H. Brown, Barbara Esensten, David Paulsen |
| 217        | 21        | Rückkehr in die Vergangenheit | Blasts from the Pasts       | 3. Mai 1989          | 21. Feb. 1990                         | David Paulsen   | Tita Bell, Robert Wolfe, David Paulsen          |
| 218        | 22        | Das Ende einer Dynastie       | Catch 22                    | 10. Mai 1989         | 28. Feb. 1990                         | David Paulsen   | David Paulsen                                   |

## Reunion
1991 wurde mit Denver – Die Entscheidung (Originaltitel: Dynasty: The Reunion) eine Reunion gedreht. Es gab 2 Teile mit je 90 Minuten Laufzeit. In Deutschland wurde aus den 2 Teilen, 4 Teile gemacht und zu regulären Folgen verarbeitet.
| Nr. (ges.) | Nr. (St.) | Deutscher Titel                    | Originaler Titel     | Erstausstrahlung USA | Deutschsprachige Erstausstrahlung auf RTL (D) | Regie           | Drehbuch                                                              | Zuschauer USA (in Mio.) | Prod. Code |
| ---------- | --------- | ---------------------------------- | -------------------- | -------------------- | --------------------------------------------- | --------------- | --------------------------------------------------------------------- | ----------------------- | ---------- |
| 219        | 1         | Denver – Die Entscheidung – Teil 1 | The Reunion – Part 1 | 20. Oktober 1991     | 22. Dezember 1991                             | Irving J. Moore | Esther & Richard Shapiro & Edward De Blasio & Eileen & Robert Pollock | 23,00                   | 101        |
| 220        | 2         | Denver – Die Entscheidung – Teil 2 | The Reunion – Part 1 | 20. Oktober 1991     | 22. Dezember 1991                             | Irving J. Moore | Esther & Richard Shapiro & Edward De Blasio & Eileen & Robert Pollock | 23,00                   | 101        |
| 221        | 3         | Denver – Die Entscheidung – Teil 3 | The Reunion – Part 2 | 22. Oktober 1991     | 23. Dezember 1991                             | Irving J. Moore | Esther & Richard Shapiro & Edward De Blasio & Eileen & Robert Pollock | 20,30                   | 102        |
| 222        | 4         | Denver – Die Entscheidung – Teil 4 | The Reunion – Part 2 | 22. Oktober 1991     | 23. Dezember 1991                             | Irving J. Moore | Esther & Richard Shapiro & Edward De Blasio & Eileen & Robert Pollock | 20,30                   | 102        |